# Baumwürger
Die Baumwürger (Celastrus) sind eine Pflanzengattung kletternder Sträucher aus der Familie der Spindelbaumgewächse (Celastraceae). Die etwa 30 Arten sind in Asien, Nord- und Südamerika, Australien, Madagaskar und Fidschi verbreitet. Einige Arten werden als Zierpflanzen verwendet.

## Beschreibung

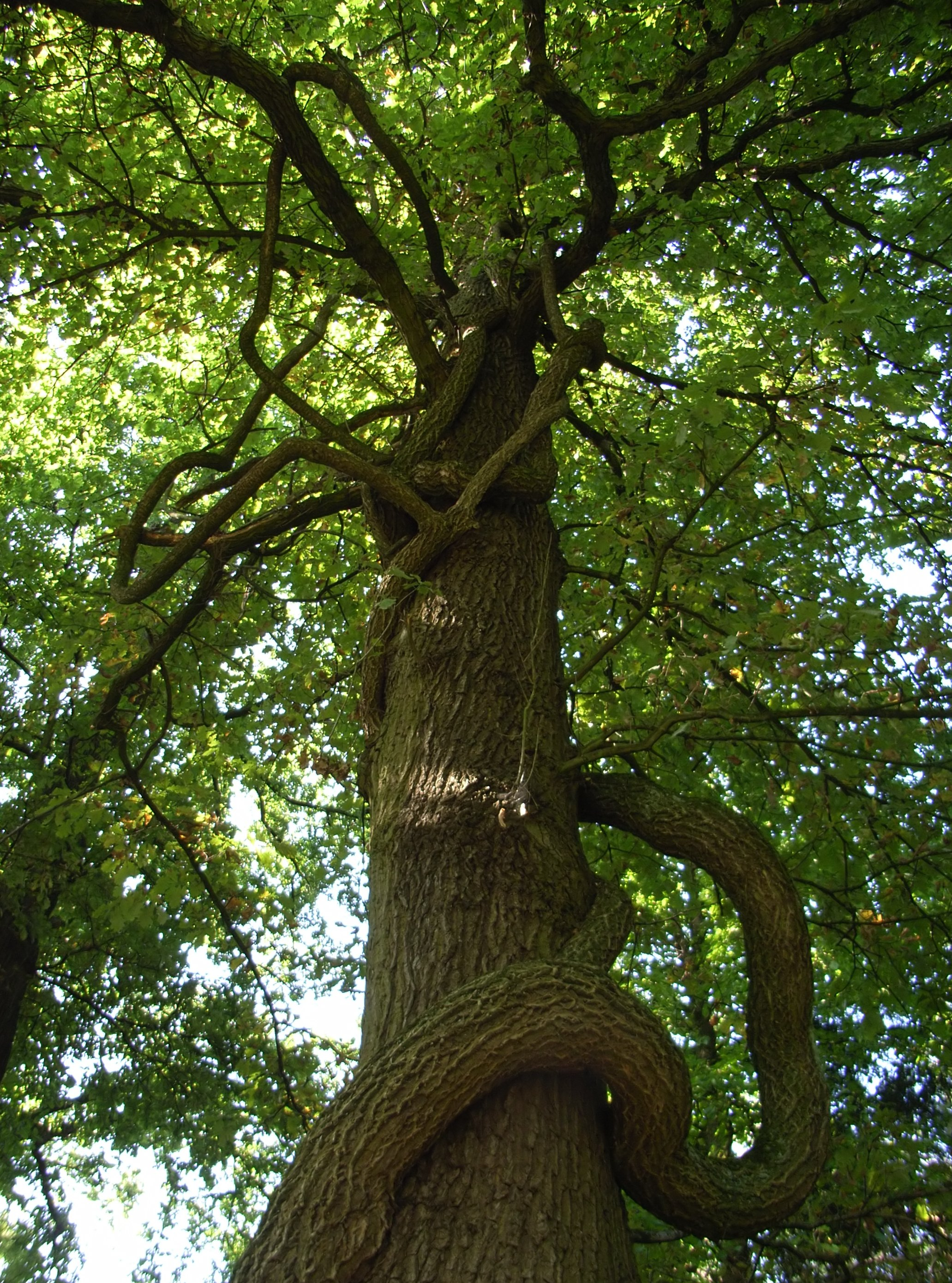
Sprossachse von Celastrus orbiculatus

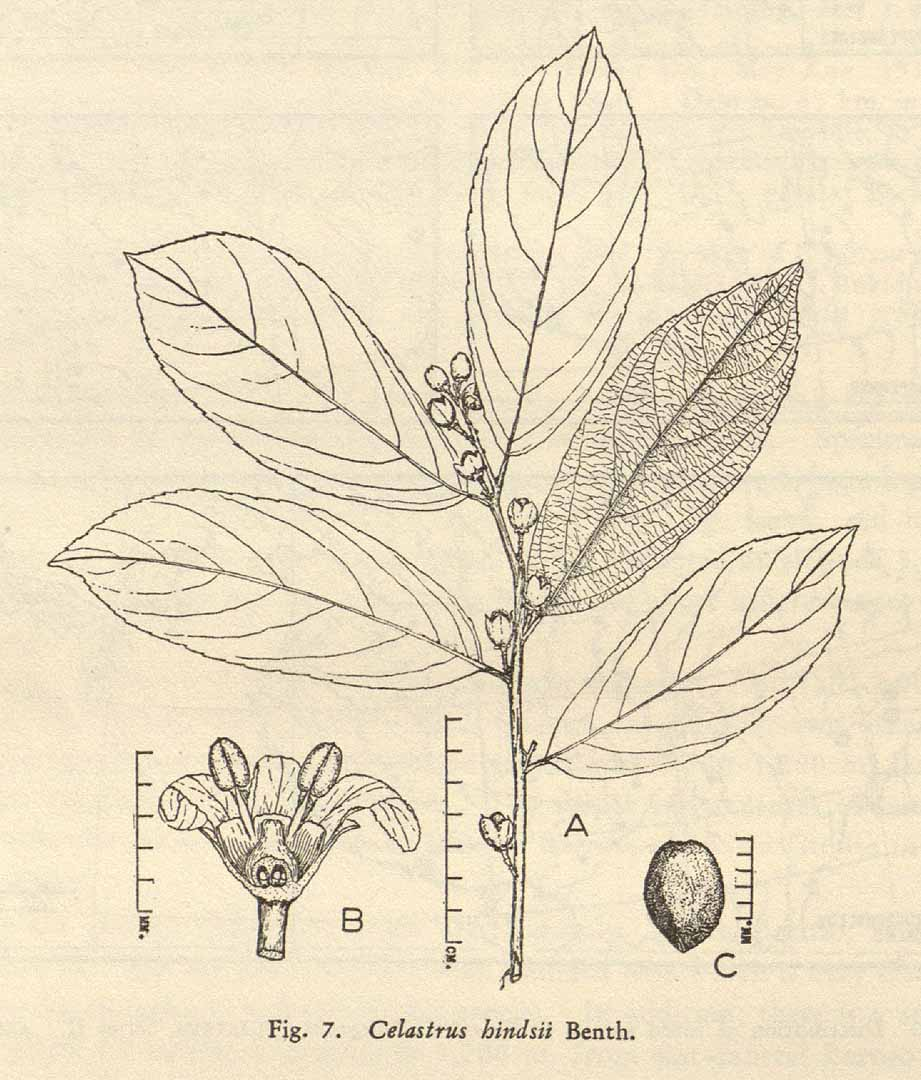
Illustration von Celastrus hindsii

### Vegetative Merkmale
Die Baumwürger-Arten sind meist sommergrüne, selten immergrüne, kletternde, meist windende Sträucher oder Lianen. Die Rinde der stielrunden oder kantigen Zweige ist mit zahlreichen länglichen oder runden, hellen Korkporen bedeckt. Das Mark kann gekammert sein. Die Knospen sind 2 bis 4 Millimeter lang, eiförmig bis länglich eiförmig und haben zahlreiche, oft spitze Schuppen.
Die einfachen Laubblätter sind wechselständig angeordnet. Die Nebenblätter sind klein, linealisch und fallen oft früh ab. Die Blattspreite ist meist eiförmig, behaart oder kahl mit beinahe ganzrandigem, gesägtem oder gekerbtem Blattrand. Sie färbt sich im Herbst bei den meisten Arten gelb.

### Generative Merkmale
Die Blüten stehen einzeln oder seiten- oder endständigen sympodialen, thyrsenartigen Blütenständen zusammen.
Die Blüten sind meist eingeschlechtig, selten zwittrig und selten zweihäusig verteilt. Sie sind fünfzählig mit doppelter Blütenhülle, grünlich oder gelblich weiß. Der Diskus ist häutig oder fleischig, ringförmig oder schalenförmig, ganz oder schwach fünflappig. Die Staubblätter sind kurz, die Staubbeutel öffnen sich längs zum Zentrum der Blüte hin. Der Fruchtknoten ist oberständig, dreifächrig und je Fach werden ein bis zwei aufrechtstehende Samenanlagen gebildet. Es können Staminodien oder Pistillode vorhanden sein.
Die bei Durchmessern von 8 bis 12 Millimetern annähernd kugelförmigen, selten länglichen, ledrigen Kapselfrüchte öffnen sich längs der drei Fruchtfächer und enthalten ein bis sechs Samen. Die Samen sind elliptisch, eiweißreich und fast vollständig von einem fleischigen, roten bis orange-roten Arillus eingeschlossen.
Die Chromosomenzahl beträgt 2n = 46.

## Vorkommen
Das natürliche Verbreitungsgebiet der etwa 30 Arten liegt in Asien, Nord- und Südamerika, Australien, Madagaskar und Fidschi. In Chine kommen 25 Arten vor; 16 davon nur dort. Celastrus-Arten gedeihen in luftfeuchten Wäldern bis zu trockenen Dickichten in tropischem bis gemäßigtem Klima.

## Systematik
Die Gattung Celastrus wurde 1753 durch Carl von Linné in seinem Werk Species Plantarum aufgestellt. Der von ihm gewählte Gattungsname Celastrus wurde schon vor Linné für verschiedene immergrüne Arten verwendet und leitet sich vom griechischen kelastra für einen immergrünen Baum ab.
Die Baumwürger  (Celastrus) sind eine Gattung in der Unterfamilie Celastroideae innerhalb der Familie der Spindelbaumgewächse (Celastraceae).
Die Gattung Celastrus wird in zwei Untergattungen aufgeteilt:
- Celastrus subg. Celastrus
- Celastrus subg. Racemocelastrus Ding Hou.

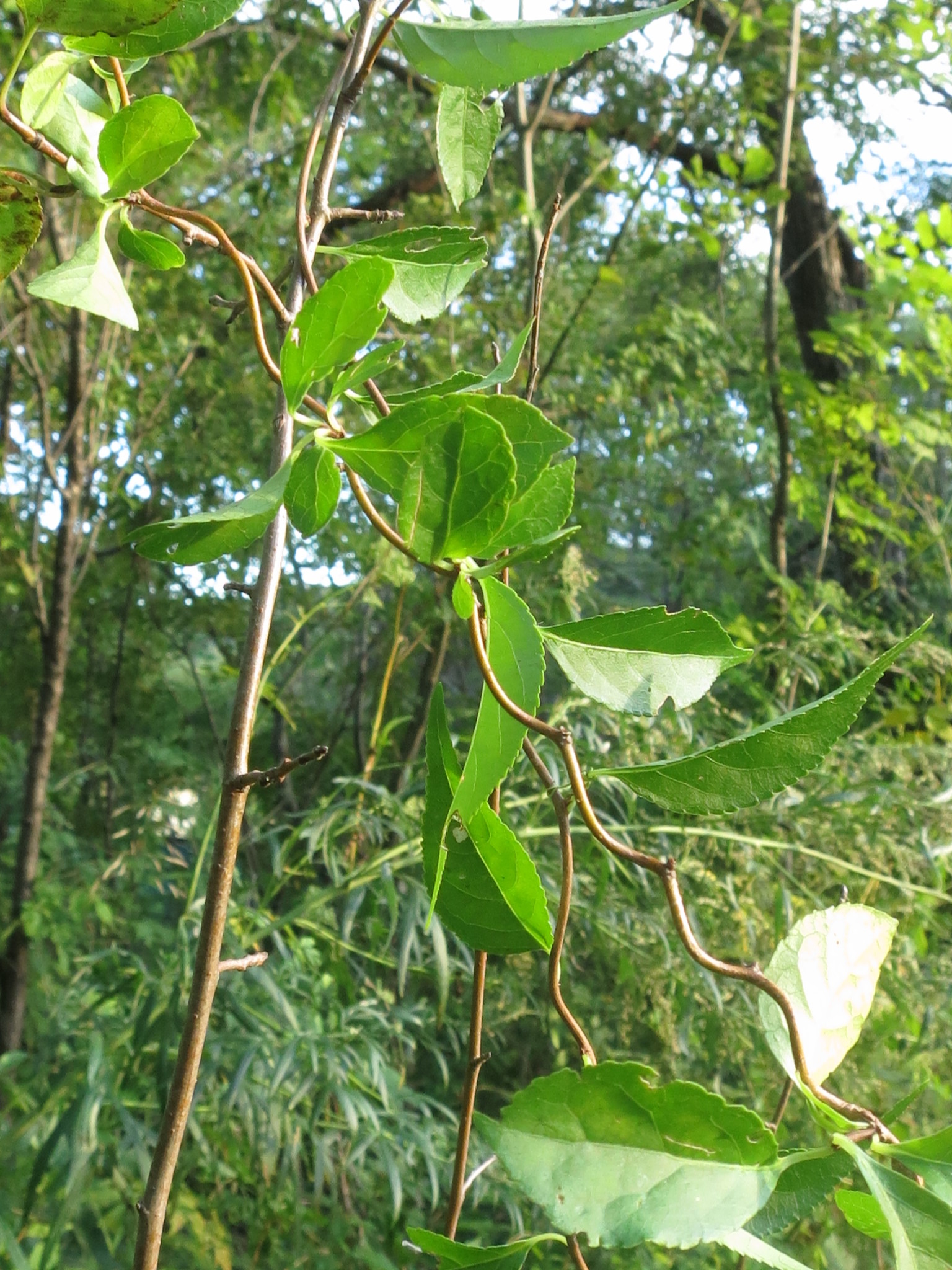
Habitus und Laubblätter von Celastrus flagellaris

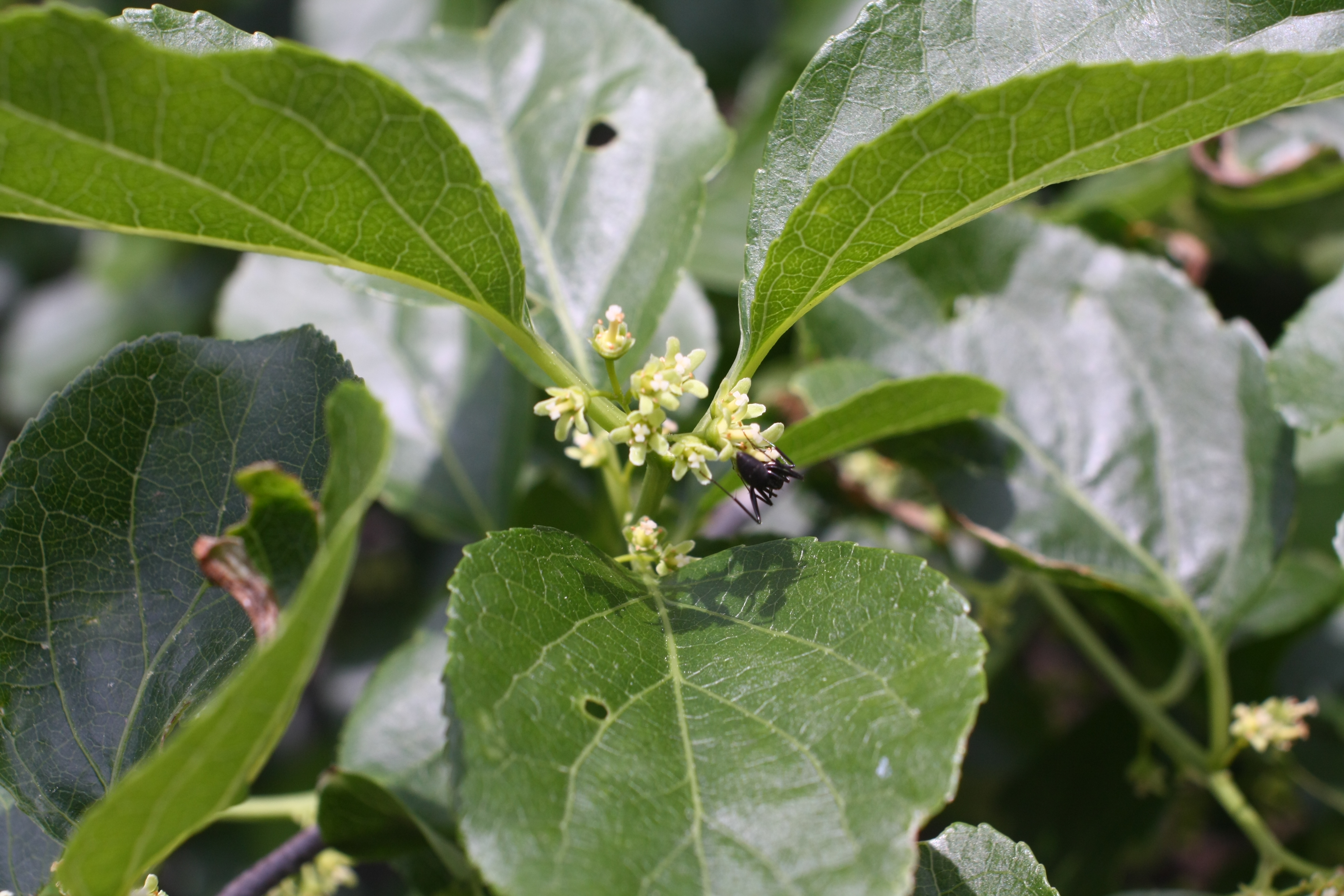
Laubblätter und Blüten von Celastrus orbiculatus

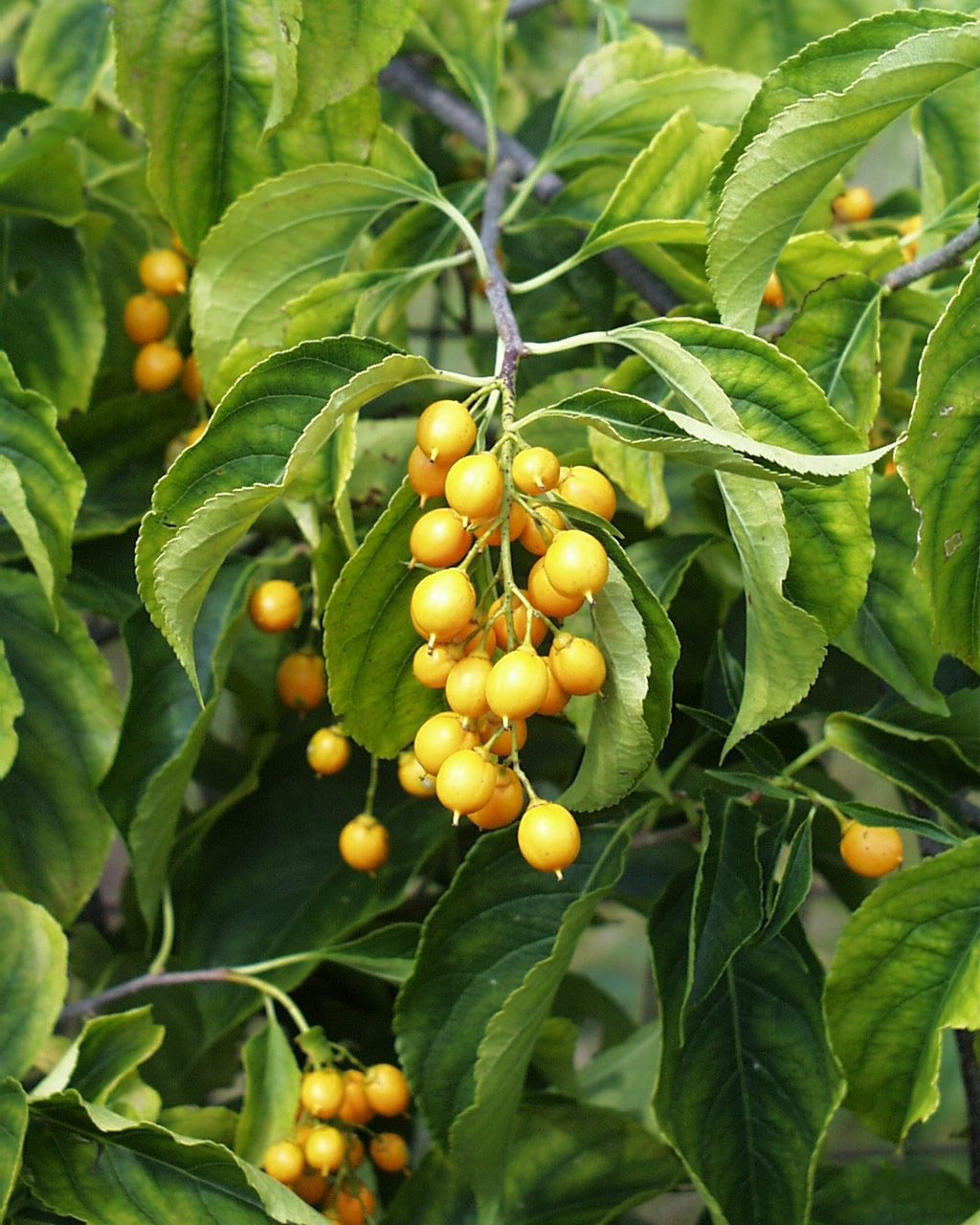
Laubblätter und Früchte des Amerikanischen Baumwürger (Celastrus scandens)

Die Gattung Celastrus umfasst etwa 30 Arten:
- Celastrus aculeatus Merr.: Sie gedeiht in Höhenlagen von 100 bis 1000 Metern in den chinesischen Provinzen Fujian, Guangdong, Guangxi, Jiangxi, Yunnan sowie Zhejiang.[2]
- Kantiger Baumwürger (Celastrus angulatus Maxim., Syn.: Celastrus latifolius Hemsl.): Er gedeiht in Höhenlagen von 1000 bis 2500 Metern in den chinesischen Provinzen Anhui, Gansu, Guangdong, Guangxi, Guizhou, Hebei, Henan, Hubei, Hunan, Jiangsu, Jiangxi, Shaanxi, Shandong, Sichuan sowie Yunnan.[2]
- Celastrus caseariifolius Lundell: Sie kommt in Kolumbien vor.[6]
- Celastrus cuneatus (Rehder & E.H.Wilson) C.Y.Cheng & T.C.Kao: Sie gedeiht in Höhenlagen von nahe 0 bis 600 Metern in den chinesischen Provinzen Hubei sowie östliches Sichuan.[2]
- Celastrus flagellaris Rupr. (Syn.: Celastrus ciliidens Miq.): Sie kommt in Russlands Fernem Osten, Japan, Korea und in den chinesischen Provinzen Hebei, Heilongjiang, Jilin sowie Liaoning vor.[2]
- Celastrus franchetianus Loes.: Sie gedeiht in Bergwäldern nur in Höhenlagen von etwa 2300 Metern in Yunnan vor.[2]
- Celastrus gemmatus Loes.: Sie kommt in weiten Teilen Chinas und in Taiwan vor.[5]
- Celastrus glaucophyllus Rehder & E.H.Wilson: Sie gedeiht in Mischwäldern in Höhenlagen von 700 bis 3700 Metern in den chinesischen Provinzen Guizhou, Hubei, Hunan, südliches Shaanxi, Sichuan sowie Yunnan.[2]
- Celastrus grenadensis Urb. (Syn.: Celastrus colombianus Cuatrec., Celastrus liebmannii Standl., Celastrus mainsianus Lundell, Celastrus pachyrhachis Lundell, Celastrus racemosus (Reissek) Loes.): Sie kommt in den mexikanischen Bundesstaaten Veracruz sowie Oaxaca, in Zentralamerika, auf den Kleinen Antillen, in Trinidad-Tobago, im nördlichen Venezuela, in Bolivien, Peru sowie südöstlichen Brasilien vor.[6]
- Celastrus hindsii Benth. (Syn.: Celastrus cantonensis Hance, Celastrus xizangensis Y.R.Li): Sie kommt im tropischen Asien: im nordöstlichen Indien, Malaysia, Myanmar, nördlichen Vietnam, im östlichen Tibet, in weiten Teilen Chinas, Taiwan, Japan und vielleicht auf den nördlichen Marianen vor.[5][2]
- Celastrus hirsutus Comber: Sie gedeiht in Höhenlagen von 1400 bis 2500 Metern in den chinesischen Provinzen Sichuan sowie Yunnan vor.[2]
- Celastrus homaliifolius P.S.Hsu: Sie gedeiht lichten Wäldern und im Dickicht in Höhenlagen von 1400 bis 2300 Metern in den chinesischen Provinzen Sichuan sowie nördlichen Yunnan vor.[2]
- Celastrus hookeri Prain: Sie kommt in Indien, in Nepal, Bhutan, Pakistan, Myanmar, Tibet sowie im nordwestlichen Yunnan vor.[2]
- Celastrus hypoleucoides P.L.Chiu: Sie kommt in den chinesischen Provinzen Anhui, Guangdong, Guangxi, Hubei, Hunan, Jiangxi, Yunnan sowie Zhejiang vor.[2]
- Celastrus hypoleucus (Oliv.) Warb. ex Loes.: Sie gedeiht in Wäldern in Höhenlagen von 400 bis 2700 Metern in den chinesischen Provinzen Anhui, östliches Gansu, Guizhou, Henan, Hubei, Hunan, Shaanxi, Sichuan, Yunnan sowie Zhejiang.[2]
- Celastrus kusanoi Hayata: Sie kommt auf Hainan und in Taiwan vor.[2]
- Celastrus lenticellatus Lundell: Sie kommt nur im mexikanischen Bundesstaat Chiapas vor.[6]
- Celastrus madagascariensis Loes.: Sie kommt in Madagaskar vor.[6]
- Celastrus membranifolius Prain: Sie kommt in Nepal und Assam vor.[6]
- Celastrus microcarpus D.Don: Sie kommt im westlichen und zentralen Himalaja vor.[6]
- Celastrus monospermoides Loes.: Sie kommt in Yunnan und in Neuguinea vor.[2]
- Celastrus monospermus Roxb.: Sie kommt in Indien, Pakistan, Bangladesch, Myanmar und in China vor.[5]
- Celastrus novoguineensis Merr. & L.M.Perry: Sie kommt in Neuguinea vor.[6]
- Rundblättriger Baumwürger (Celastrus orbiculatus Thunb., Syn.: Celastrus strigillosus Nakai): Er kommt in China, Japan, in der Mongolei, in Russlands Fernem Osten und in Korea vor.[5]
- Celastrus panamensis Lundell: Sie kommt in Panama und in nordwestlichen Kolumbien vor.[6]
- Celastrus paniculatus Willd.: Sie kommt in Asien, Malesien, Australien, auf den Philippinen und in Neukaledonien vor.[2]
- Celastrus pringlei Rose: Sie kommt in Mexiko vor.[6]
- Celastrus punctatus Thunb.: Sie kommt in China, Japan und Taiwan vor.[5]
- Celastrus richii A.Gray: Sie kommt nur in Fidschi vor.[6]
- Celastrus rosthornianus Loes.: Es gibt zwei Varietäten:[2]
  - Celastrus rosthornianus var. loeseneri (Rehder & E.H.Wilson) C.Y.Wu: Sie gedeiht in Höhenlagen von 500 bis 1500 Metern in den chinesischen Provinzen Gansu, nordwestliches Guangxi, südliches Guizhou, Henan, nördliches Hubei, Shanxi sowie östliches Sichuan.[2]
  - Celastrus rosthornianus Loes. var. rosthornianus (Syn.: Celastrus reticulatus Chen H.Wang): Sie gedeiht in Höhenlagen von 500 bis 1800, manchmal bis zu 3100 Metern in den chinesischen Provinzen Anhui, Fujian, Gansu, Guangdong, Guangxi, Guizhou, Henan, Hubei, Hunan, Jiangxi, südliches Shaanxi, Sichuan, Yunnan sowie Zhejiang.[2]
- Amerikanischer Baumwürger (Celastrus scandens L.): Er kommt in Nordamerika vor.
- Celastrus stylosus Wall.: Es gibt seit 1999 zwei Varietäten:[2]
  - Celastrus stylosus var. puberulus (P.S.Hsu) C.Y.Cheng & T.C.Kao: Seit 1999 hat sie den Rang einer Art. Sie gedeiht in Wäldern in Tälern in Höhenlagen von 300 bis 100 Metern in den chinesischen Provinzen Anhui, Guangdong, Hunan, Jiangsu, Jiangxi sowie Zhejiang.[2]
  - Celastrus stylosus Wall. var. stylosus (Syn.: Celastrus crassifolius Chen H.Wang): Sie kommt in Indien, Bhutan, Nepal, Myanmar, nördlichen Thailand und China vor.[2]
- Celastrus subspicatus Hook.: Sie kommt in Neuguinea, Neukaledonien, New South Wales und Queensland vor.[6]
- Celastrus vaniotii (H.Lév.) Rehder (Syn.: Celastrus spiciformis Rehder & E.H.Wilson): Sie gedeiht in Mischwäldern in Höhenlagen von 500 bis 2200 Metern in den chinesischen Provinzen Hubei, Hunan, Guangxi, Guizhou, Sichuan sowie Yunnan.[2]
- Celastrus virens (F.T.Wang & Tang) C.Y.Cheng & T.C.Kao (Syn.: Monocelastrus virens F.T.Wang & T.Tang): Diese Neukombination erfolgte 1999. Dieser Endemit gedeiht an Hängen in Höhenlagen von 800 bis 1200 Metern nur in Xishuangbanna im südlichen Yunnan.[2]
- Celastrus vulcanicola Donn.Sm.: Sie kommt von Mexiko bis Nicaragua vor.[6]
- Celastrus yuloensis X.Y.Mu: Sie wurde 2012 erstbeschrieben. Bisher wurde sie nur in dichten Wäldern in Höhenlagen von etwa 1300 Metern in Xishuangbanna sowie Yulo Shan in Yunnan gefunden.[2]

## Verwendung
Wenige Arten werden als Zierpflanzen kultiviert und als Schmuck von Mauern, Lauben und Pergolen verwendet. Die Früchte bleiben bis lang in den Winter erhalten.

## Nachweise